# 新西爾卡 (伊凡諾-法蘭科夫斯克州)
48°59′16″N 25°2′9″E / 48.98778°N 25.03583°E
新西爾卡（烏克蘭語：Новосілка）是位於烏克蘭西部的村莊，由伊萬諾-弗蘭科夫斯克州裡伊萬諾-弗蘭科夫斯克區的特盧馬奇市鎮負責管轄。該村面積4.49平方公里，2001年人口174，人口密度每平方公里38.8人。